# Wolfszahn

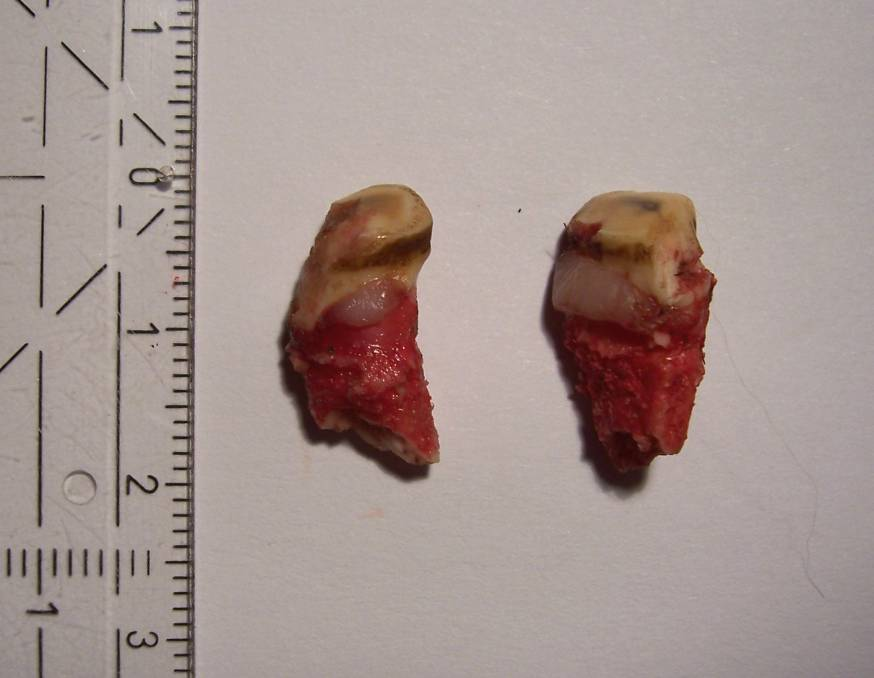
Frisch gezogene Wolfszähne eines 5-jährigen Wallachs

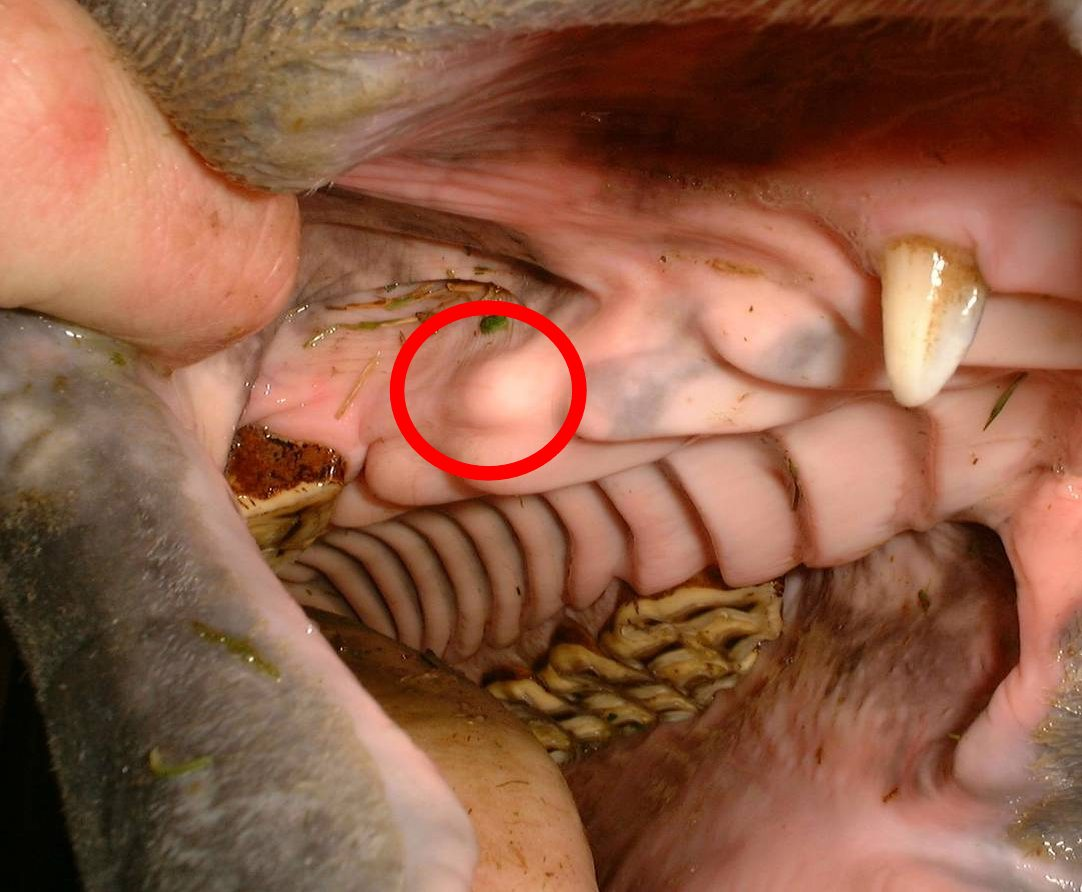
Blinder Wolfszahn im Pferdemaul

Als Wolfszahn (lat. Dens lupinus) wird beim Pferd der erste Prämolar (P1) bezeichnet. Es handelt sich um einen rudimentären, kleinen, stiftförmigen Zahn, der ein Überbleibsel der Evolution des Pferdegebisses darstellt. Die Wolfszähne werden nicht bei jedem Pferd angelegt. Angelegte Wolfszähne brechen, vor allem im Unterkiefer, oft nicht durch das Zahnfleisch – in diesem Fall spricht man von einem „blinden Wolfszahn“.
Wenn überhaupt, brechen Wolfszähne im ersten Lebensjahr durch. Durch den Kaudruck kann es zu einer Verlagerung („Wanderung“) des Wolfzahns und zu Schleimhautverletzungen kommen. Ab dem dritten Lebensjahr verknöchert der Zahnhalteapparat und der Wurzelkanal und die Pulpahöhle verschließen sich mit Ersatzdentin.

## Klinische Bedeutung
Beim Reiten auf Trense oder Kandare können die Wolfszähne dem Pferd Schmerzen verursachen und so zu Abwehrreaktionen des Pferdes (Kopfschütteln, gegen das Gebiss wehren etc.) führen.
Üblicherweise werden die Wolfszähne vom Tierarzt mit Zange und/oder Meißel entfernt. Der Eingriff ist relativ unkompliziert, da die Wolfszähne meist nicht fest im Kiefer verankert sind. Bei Pferden, die älter als drei Jahre sind, ist es aufgrund der Verknöcherung des Zahnhalteapparats manchmal nicht möglich, den Zahn zu ziehen. Dann wird einfach nur der aus dem Zahnfach ragende Teil abgesetzt und die Oberfläche geglättet. Die Wunden verheilen innerhalb einiger Tage.